# Mixopsis puntiaguda
Mixopsis puntiaguda là một loài bướm đêm trong họ Geometridae.